# Andréievski (Tiumén)
|  | Per a altres significats, vegeu «Andréievski». |

Andréievski (en rus: Андреевский) és un poble (possiólok) de l'óblast de Tiumén, a Rússia. El 2021 tenia 1.958 habitants.